# Libentius II.
Libentius II.  (auch Liawizo; * im  10. Jahrhundert; † 24. August 1032 in Bremen) war ein Erzbischof des Erzbistums Bremen.

## Biografie
Libentius II. war der Neffe von Erzbischof Libentius I. Er war Verwalter eines Gasthauses in Bremen und wurde dann Propst am Bremer Dom.
1029 wurde er als Nachfolger von Unwan Erzbischof und Bischof im Doppelbistum von Bremen und Hamburg mit Sitz in Bremen. Wie sein Onkel widmete er sich der Mission des Nordens. Er weihte 1029 den dänischen Bischof Avoco/Aage zum Nachfolger von Gerbrand zum Bischof von Roskilde und verbriefte damit die kirchliche Oberherrschaft des Erzbistums Bremen-Hamburg über  Roskilde. Als Geistliche soll er für die Armen viel Gutes getan haben. 1032, nach seinem Tod, wurde Erzbischof Hermann von Bremen sein Nachfolger. Er ist im Bremer Dom neben Libentius I. bestattet worden.